# Municipio de Jackson (condado de Venango)
El municipio de Jackson (en inglés: Jackson Township) es un municipio ubicado en el condado de Venango en el estado estadounidense de Pensilvania. En el año 2000 tenía una población de 1.168 habitantes y una densidad poblacional de 18 personas por km².

## Geografía
El municipio de Jackson se encuentra ubicado en las coordenadas 41°32′00″N 79°52′59″O / 41.53333, -79.88306.

## Demografía
Según la Oficina del Censo en 2000 los ingresos medios por hogar en la localidad eran de $34,338 y los ingresos medios por familia eran $37,202. Los hombres tenían unos ingresos medios de $30,357 frente a los $19,559 para las mujeres. La renta per cápita para la localidad era de $13,644. Alrededor del 13,7% de la población estaban por debajo del umbral de pobreza.